# Ammophila lativalvis
Ammophila lativalvis är en biart som beskrevs av Gussakovskij 1928. Ammophila lativalvis ingår i släktet Ammophila och familjen grävsteklar. Inga underarter finns listade i Catalogue of Life.